# Ruth Becker
Ruth Elizabeth Becker (Guntur (India), 28 oktober 1899 - Santa Barbara (Californië), 6 juli 1990) was een lerares in het onderwijs die voornamelijk bekend is geworden als een overlevende van de RMS Titanic.

## Biografie

### Familie
Ruth Elizabeth Becker werd geboren in Guntur (India) als dochter van Allen en Nellie E. Becker. Ze had een jongere zus, Marion Louise en een jongere broer, Richard.

### RMS Titanic
De familie Becker boekte een reis op de RMS Titanic toen zoon Richard ernstig ziek begon te worden. Richard bleek niet tegen het klimaat te kunnen en om die reden was het noodzakelijk naar de Verenigde Staten te emigreren. De familie Becker ging op 10 april 1912 aan boord van de Titanic met een 2e klasticket voor een hut op dek F. Vader Allen kon niet mee, omdat de enige arts die ontheffing van zijn post kon geven er niet was. Ruth Becker was op jonge leeftijd al een onafhankelijke jongedame. Zo kreeg ze dan ook de taak om aan boord van het schip op Richard te passen. Zelf was Becker erg onder de indruk van het schip. Ze was altijd enthousiast op nieuwe lakens te slapen en nooit eerder gebruikte servies te benuttigen.
Toen op de late avond van 14 april de Titanic de ijsberg raakte, gaf een steward de familie instructies om naar het dek te gaan. Na vijf trappen omhoog zijn te gelopen, kwamen ze in een kamer vol vrouwen. Hoewel er slechts chaos en paniek om haar heen was, werd Ruth naar eigen zeggen nooit bang. Eenmaal aangekomen bij de reddingsboten, zette een officier Ruths zus Marion en haar broer Richard in sloepnummer 11. Toen deze reddingsboot weg dreigde te gaan zonder hun moeder Nellie en zonder Ruth, sprong Nellie snel in de sloep. Het lukte Ruth niet om haar moeder na te doen. Even later werd Ruth zelf in sloepnummer 13 gezet, waarvan de touwen werden doorgesneden toen een volgende sloep (sloepnummer 15) deze dreigde te verbrijzelen. 
De reddingsboot waarin Ruth zat, dreef uren op het water voor deze gevonden werd door de RMS Carpathia. Ruth was inmiddels sterk onderkoeld en moest daarom opgehesen worden. Aan boord zocht ze uren naar haar familie. Toen ze Nellie, Marion en Richard vond, bleken deze allemaal ongedeerd te zijn.

### Na de Titanic
Becker ging na de ramp naar school in Ohio. Nadat zij haar studie had afgerond, werd ze onderwijzeres in de staat Kansas. Hier trouwde ze met David Blanchard en stichtte een gezin. Uiteindelijk bleef ze 20 jaar getrouwd en gaf les tot en met 1971.
Becker praatte niet graag over de ramp. Zelfs haar kinderen wisten lange tijd niets van haar aanwezigheid op dat schip af. Vanaf 1982 sprak ze er voor het eerst over in een talkshow.
In 1990 stierf ze aan verkeerde voeding. Ze werd gecremeerd en haar as werd uitgestrooid op de plek waar de Titanic zonk.